# José Martiniano de Alencar
José Martiniano de Alencar (Messejana, Fortaleza, Ceará, 1 de maig de 1829 — Rio de Janeiro, 12 de desembre de 1877) va ser un escriptor, dramaturg, assagista, periodista, polític i crític literari brasiler. És considerat com el «patriarca de la literatura brasilera» i una de les figures més influents del segle xix a Brasil, per la transcendència i el caràcter nacional de la seva obra.

## Biografia

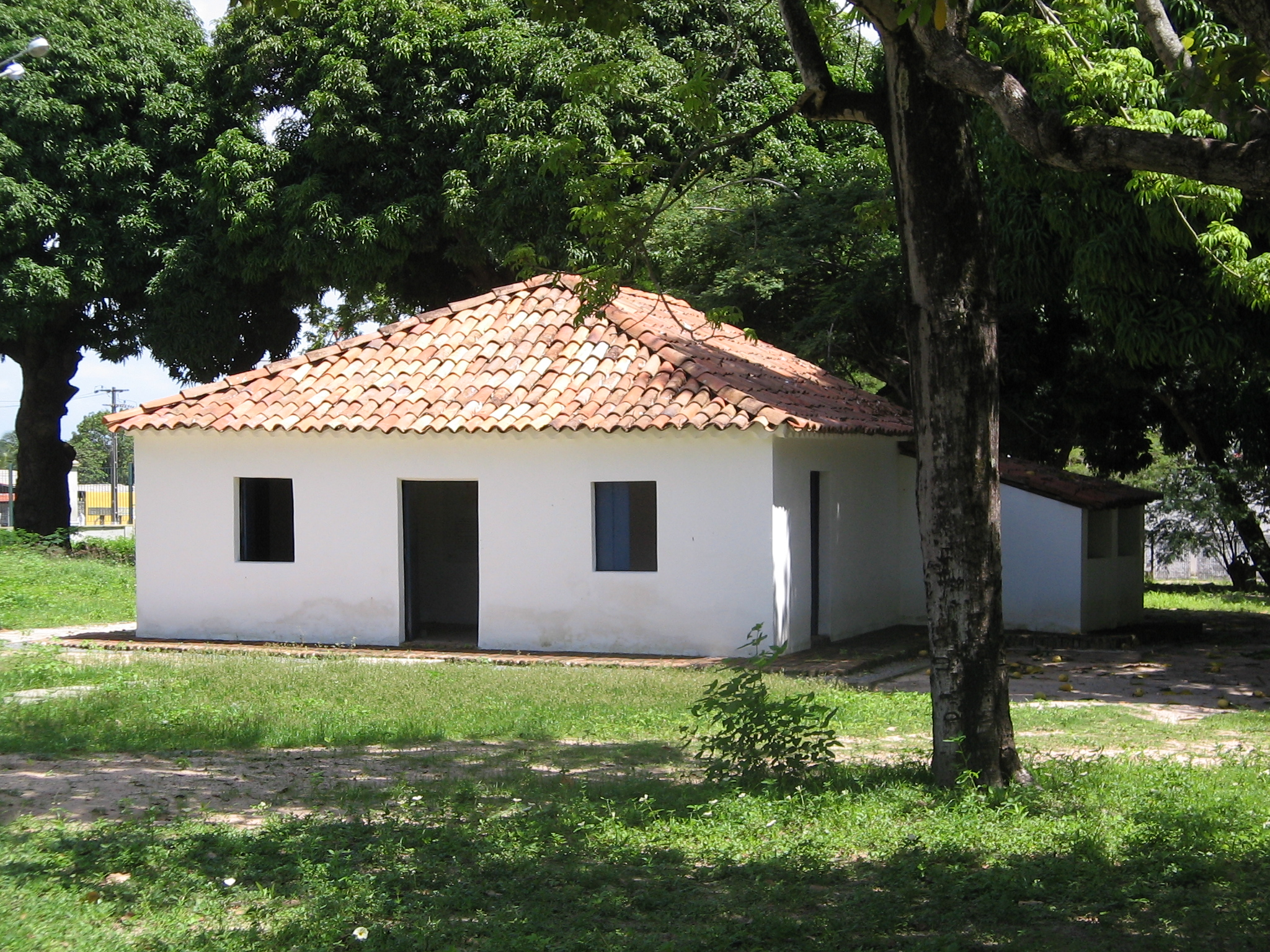
Casa de José de Alencar, en Messejana, Fortaleza.

Va néixer a l'actual barri de Messejana a Fortaleza, en aquells dies un municipi proper a aquesta ciutat. Va ser fill del senador José Martiniano Pereira de Alencar i germà del diplomàtic Leonel Martiniano de Alencar, baró de Alencar. Els Alencar eren una família de terratinents, de gran influència política i econòmica al nord-est brasiler. Els pares de José es van mudar a la capital de l'Imperi del Brasil, Rio de Janeiro, quan el nen tenia onze anys. El 1846 va començar els seus estudis de Dret a la Facultat de Dret de São Paulo. En aquest període va fundar la revista Ensaios Literáríos. Es va graduar el 1850 i en 1854 va debutar com fulletonista en el Correio Mercantil. També va col·laborar amb el Diário do Rio de Janeiro.
En 1859 va ser nomenat cap de Secretària del Ministeri de Justícia, i després va exercir com a consultor d'aquest. En 1860 va assumir com a diputat estatal de Ceará, pel partit Conservador. A partir de 1868, i fins a gener de 1870, va exercir com a ministre de Justícia. El 1869, es va postular al senat de l'Imperi, però l'Emperador Pere II de Brasil no el va triar per ser molt jove encara.
Les seves primeres novel·les van aparèixer primer com a fulletons en la premsa. En 1856 va publicar la seva primera novel·la, Cinco Minutos, seguit de Viuvinha el 1857. En aquest mateix any va aconseguir notorietat amb la publicació d'O Guarani, amb la qual va donar inici a una trilogia indigenista que va completar amb Iracema (1865) i Ubirajara (1874). La primera, epopeia sobre l'origen de Ceará, que té com a protagonista principal a la nadiua Iracema, la «verge dels llavis de mel» i «cabells tan foscos com un ala de graúna». En la segona el personatge és Ubirajara, valent guerrer indígena qui en el transcurs de la narració aconsegueix la maduresa.
Va escriure també novel·les urbanes com Senhora (1875) i Encarnação (1877, publicat en 1893); regionalistes com O Gaúcho, (1870) i O Sertanejo (1875) i històriques Guerra dos Mascates (1873), a més d'obres teatrals. Una particularitat fonamental en la seva obra és el nacionalisme, tant en els temes com en les innovacions en l'ús de la llengua portuguesa. En un moment de consolidació de la Independència de Brasil, Alencar va representar un dels majors i més sincers esforços patriòtics per dotar a Brasil de coneixement i cultura propis, i per construir nous camins per a la literatura brasilera.
Les obres de José de Alencar poden ser classificades d'acord amb les regions geogràfiques dels seus escenaris. O Sertanejo es correspon amb el Sertón de la regió Nord-est de Brasil, Iracema amb el litoral cearense, O Gaúcho amb la Pampa gaúcha. Les novel·les Til i O Tronco do Ipê tenen com a escenari la zona rural, la primera d'elles a l'interior paulista, i la segona a la zona de mata fluminense. La ciutat i la societat burgesa del Segon Regnat estan presents en Diva, Luciola, Senhora i en altres novel·les urbanes. Les seves obres també es poden classificar per l'etapa històrica en les quals estan ambientades. Ubirajara es correspon amb el període precabralino, Iracema i O Guarani amb l'etapa de formació de la nacionalitat brasilera. L'expansió territorial, la colonització i el sentiment nativista estan presents en As Minas de Prata, sobre els bandeirantes, i en Guerra dos Mascates, sobre la rebel·lió colonial. Les novel·les Diva, Luciola, Senhora, entre d'altres, reflecteixen la vida urbana contemporània a José de Alencar i la burgesia fluminenca del segle xix.
Es va casar amb la jove Georgeanna Augusta Cochrane, filla del noble anglès Thomas Cochrane (cosí de l'almirall homònim) i de la brasilera Helena Nogueira. El 1872 va néixer el seu fill Mário de Alencar. Segons una versió no confirmada, en realitat seria fill de Machado de Assis, donant així suport a la novel·la Dom Casmurro. Malalt de tuberculosi, va viatjar a Europa el 1877, per intentar un tractament mèdic que va fracassar. Aquest mateix any va morir a Rio de Janeiro.

## Estil
José Alencar és el "patriarca" de la literatura brasilera. Va construir una literatura nacional menys influenciada pel colonialisme portuguès. Tradicionalment se'l ha classificat com a escriptor romàntic, encara que les seves obres tenen també característiques del moviment literari següent, el realisme. Convençut de la seva tasca va adoptar paraules del llenguatge amerindi tupí i va canviar l'estructura de les oracions per al que ell considerava propi del portuguès brasiler.
Les obres de José de Alencar han estat dividides en: indianistes, entre elles hi trobaríem O Guarani del 1857, Iracema del 1865 i Ubirajara del 1874.les característiques pròpies són que tenen una gran presència les descripcions de la selva i la vida en ella, així com de les costums dels indígenes amerindis. Novel·les urbanes: Lucíola del 1862, Diva del 1864 i Senhora del 1875. I novel·la regionalista O Gaúcho del 1870 i O Sertanejo del 1875. I per acabar, novel·la històrica amb l'exemple de A Guerra dos Mascates del 1873).

## Obres

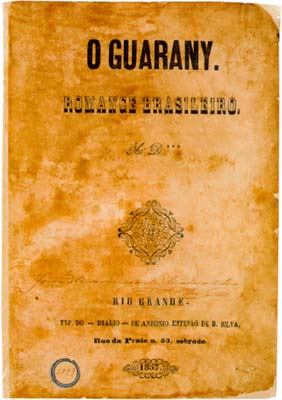
Primera edició d'O guarani (1857).

### Novel·les
- Cinco minutos (1856)
- A viuvinha (1857)
- O guarani (1857)
- Lucíola (1862)
- Diva (1864)
- Iracema (1865)
- As minas de prata - 1º vol. (1865)
- As minas de prata - 2.º vol. (1866)
- O gaúcho (1870)
- A pata da gazela (1870)
- O tronco do ipê (1871)
- Guerra dos mascates - 1º vol. (1871)
- Til (1871)
- Sonhos d'ouro (1872)
- Alfarrábios (1873)
- Guerra dos mascates - 2º vol. (1873)
- Ubirajara (1874)
- O sertanejo (1875)
- Senhora (1875)
- Encarnação (1877)

### Teatre
- O crédito (1857)
- Verso e reverso (1857)
- O Demônio Familiar (1857)
- As asas de um anjo (1858)
- Mãe (1860)
- A expiação (1867)
- O garatuja (1873)
- O jesuíta (1875)

### Crònica
- Ao correr da pena (1874)

### Autobiografia
- Como e por que sou romancista (1873)

### Crítica i polèmica
- Cartas sobre a confederação dos tamoios (1856)
- Ao imperador: cartas políticas de Erasmo (1865)
- Novas cartas políticas de Erasmo (1865)
- Ao povo: cartas políticas de Erasmo (1866)
- O sistema representativo (1866)